# Schinderwasenbuche

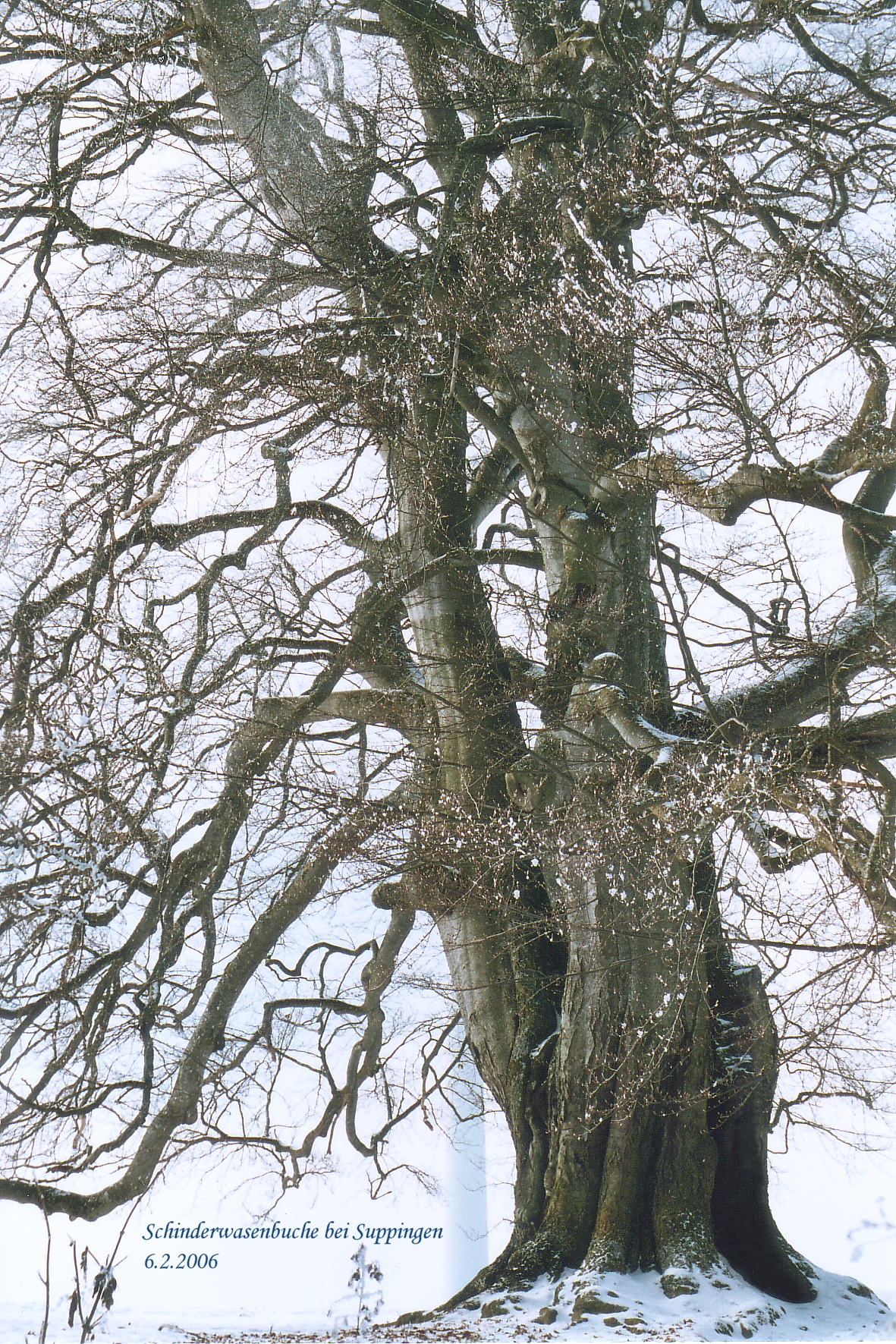
Schinderwasenbuche bei Suppingen (2006)

Die Schinderwasenbuche war bis zum Jahr 2008 eine der mächtigsten Rotbuchen (Fagus sylvatica) Südwestdeutschlands. Ihre Überreste stehen nahe der Ortschaft Suppingen (Gemeinde Laichingen) auf der Blaubeurer Alb. Sie galt bis zu ihrer Zerstörung als Naturdenkmal.
Auf dem Gewann „Ascher Trieb“ wenige hundert Meter südostwärts des Ortes befindet sich die etwa 150- bis 200-jährige Baumgestalt. Anfang 2006 hatte der Stamm noch 7,32 Meter Umfang und eine über 30 Meter hohe Krone mit einem Durchmesser von etwa 26 Metern. Die Krone des Solitärbaums, die sich auf drei Stammsäulen aufbaute, wurde aufgrund der windexponierten Lage des Standorts in einer Höhe von 749 m ü. NHN (eine Windkraftanlage steht in der Nachbarschaft) im Juni 2008 durch einen Sturm stark beschädigt, obwohl zwischen den Hauptästen Halteseile befestigt waren, die starke Bewegungen unterbinden sollten.
Heute ist nur noch ein Stammtorso vorhanden.
Auf der Rückseite war ein vierter Stämmling schon vor langer Zeit heraus gebrochen. In diesem Bereich war das Holz bereits verpilzt und stellenweise modrig. Die Spuren eines früheren Anstrichs mit Baumharz sind noch erkennbar. Die ausgeprägte Furchung des Stammes lässt vermuten, dass bei der Schinderwasenbuche mehrere Einzelbäume nach Art der Weidbuchen zusammengewachsen sind.